# Paletka dyskowiec
Paletka dyskowiec, dyskowiec właściwy, dyskowiec (Symphysodon discus) – gatunek ryby z rodziny pielęgnicowatych (Cichlidae). Występuje w dorzeczu Amazonki. Ryba popularna w hodowli akwaryjnej.

## Taksonomia
Po raz pierwszy gatunek opisał Johann Jakob Heckel w roku 1840.
Niekiedy synonim Symphysodon discus willischwartzi uważany jest za podgatunek dyskowca właściwego.

## Występowanie
Zamieszkuje miejsca o spokojnym nurcie rzeki, jej zatoczki i rozlewiska dorzecza rzeki Amazonki (Rio Manacapuru, Rio Abacaxis, Rio Tapajós, Rio Trombetas, Rio Urubu, Xingu, Rio Negro (od miasta Manaus do ujścia rzeki Rio Branco)). Żyje w tzw. „czarnej wodzie” o widoczności sięgającej 250 cm w głąb, w miejscach bogatych w roślinność, w sąsiedztwie zanurzonych korzeni drzew, gdzie w razie potrzeby znajduje dobre schronienie. Żyje w grupach liczących kilka do kilkadziesiąt sztuk, często występuje z gatunkiem skalar.
Najbardziej wartościowe gatunki pochodzą z rejonu Parku Narodowego Anavilhanas na rzece Rio Negro, gdzie w Archipelagu Anavilhana liczącym ok. 400 wysp i obejmującym obszar 350 018 ha gatunek ten ma najlepsze warunki do życia.

## Morfologia
Ciało bocznie silnie spłaszczone i wysokie, swym wyglądem przypominające dysk (stąd nazwa). Podstawowym kolorem jest brązowy, brunatno-czerwony. Na jego tle widnieją jasnoniebieskie linie. Przez całe ciało pionowo przebiega 9 pasów w kolorze czarno-brązowym. Pas pierwszy jest ciemniejszy i biegnie od karku do płetwy brzusznej przechodząc przez oko. Kolejne 3 pasy (2,3,4) są mniej widoczne. Następny, piąty w kolejności pas jest najszerszy i najbardziej widoczny, biegnie pionowo od płetwy grzbietowej aż do płetwy odbytowej. Kolejne trzy pasy (6,7,8) są słabiej widoczne (na wzór 2,3,4). Ostatni z pasów – 9 jest dobrze widoczny (tak jak pierwszy i piąty) i przebiega przez podstawę płetwy ogonowej. Ciemną obwódkę posiadają płetwy grzbietowa i odbytowa.
Płetwa grzbietowa posiada 8–10 promieni twardych i 29–34 promieni miękkich. Płetwa odbytowa ma 7–9 promieni twardych i 26–32 promieni miękkich. Kolor płetw brzusznych jest czerwony z podłużnymi plamami w kolorze niebieskim. Wokół źrenicy oka występuje kolor złocisty, środek oka jest czerwony.
Dyskowce osiągają długość 18–20 cm.
Dymorfizm płciowy trudny do rozróżnienia. W czasie składania ikry można rozróżnić po pokładełku. U samicy jest bardziej szerokie i tępo zakończone, u samca pokładełko jest zakończone stożkowato.

## Warunki hodowlane
| Zalecane warunki w akwarium | Zalecane warunki w akwarium         |
| --------------------------- | ----------------------------------- |
| Zbiornik                    | Zbiornik duży i wysoki (min. 100 l) |
| Temperatura wody            | 26–27 °C                            |
| Twardość wody               | miękka 2–8°N (12°N)                 |
| Skala pH                    | 6,0–6,5                             |
| pokarm                      | obowiązkowo różnorodny              |

W akwarium ryby chętnie przebywają wśród gatunków roślin:
Żabienica wielka (Echinodorus major), żabienica Barteroi (Echinodorus berteroi), żabienica amazońska (Echinodorus amazonicus), bakopa odwrócona (Bacopa reflexa), kabomba wodna (Cabomba aquatica), nadwódka wielonasienna (Hygrophila polysperma), lileopsis nowozelandzki (Lilaeopsis novae zelandiae).
Dużym czynnikiem udanej hodowli jest stała, częściowa wymiana wody (ok. 1/4) co 10–14 dni.

## Pokarm
Pokarm dla dyskowców musi składać się z urozmaiconego pokarmu. W przypadku pokarmu żywego wymagana jest jego czystość. Z tego też powodu należy brać pod uwagę skąd on pochodzi. Nie karmić na noc.

### Rodzaje pokarmu
- Pokarm żywy: rurecznik (ostrożnie, przenosi choroby[12]), larwy wodzienia, larwy ochotki, larwy komarów, rozwielitka, doniczkowce, kiełże
- Pokarm roślinny: (liście sałaty, szpinaku, wysuszone rośliny z rodzaju rdestnica, płatki owsiane)
- Pokarm sztuczny: suszona dafnia, liofilizowany tubifex, wysuszone zarodniki pierwotniaków (nazwa handlowa protogen), preparaty ogólnie dostępne w sklepach zoologicznych.
- Pokarm mrożony: (serce wołowe, końskie, drobiowe)

## Rozród
Dyskowce same dobierają się w pary. Do rozrodu wymagany jest zbiornik, w którym woda będzie miała właściwości zbliżone do tych jakie panują w naturze w Amazonii. Woda bardzo miękka (3–4°N), kwaśna (pH ok. 6), temperatura wyższa od tej w akwarium o 2–3 stopnie (29–30 °C).
Ikra w ilości 150–200 ziaren (niekiedy do 300 sztuk), składana jest na dużym liściu, kamieniu lub na specjalnej płytce czy też doniczce. Z braku odpowiedniego miejsca ryby mogą złożyć ikrę bezpośrednio na szybie akwarium. Opiekę nad złożoną ikrą przejmują na zmianę rodzice wachlując płetwami piersiowymi w celu natlenienia ikry.
Wylęg narybku następuje po ok. 2–3 dniach. W tym czasie para rodziców „pomaga” larwom wydostać się z osłonek i przenosi je do przygotowanego wcześniej w podłożu dołka, gdzie opiekują się nimi przez następne 3 dni.
Gdy młode zaczną pływać przebywają one w najbliższym otoczeniu obojga rodziców odżywiając się specjalną śluzowatą wydzieliną występującą na skórze wytwarzaną przez rodziców. Taki okres karmienia narybku trwa ok. miesiąca. W tym czasie można już rozpocząć dokarmianie planktonowym „pyłem”, np. wysuszone zarodniki pierwotniaków. Opieka nad młodym potomstwem trwa ok. 3 miesiące.

## Choroby dyskowców
Groźnymi dla życia dyskowców są pasożyty występujące w obrębie układu pokarmowego. Są to choroby wywołane przez nicienie, wiciowce, czy też przywry.
Do tych chorób zaliczyć można:
- daktylogyrozę – wywoływana przez przywry z rodzaju Dactylogyrus
- gyrodaktylozę – wywoływana przez przywry z rodzaju Gyrodactylus
- heksamitozę – wywoływana przez wiciowce Hexamita symphosodonis z rodzaju Hexamita
- nematodozę – wywoływana przez nicienie z rodzaju Capillaria.

Innym, groźnym powikłaniem jest jednostajne i mało urozmaicone karmienie. Brak w pokarmie witamin może doprowadzić ryby do awitaminozy. Brak akseroftolu, jak również cholekalcyferolu może spowodować zapalenie przewodu pokarmowego.